# Queen of the Damned (boek)
Queen of the Damned (1988) is het derde boek in de reeks vampierkronieken van Anne Rice. Het verhaal beslaat 6000 jaar geschiedenis van vampieren, vanaf hun oorsprong tot de 20e eeuw.

## Verfilming
De gelijknamige film Queen of the Damned is de verfilming van een verhaal dat meerdere boeken van Rice overlapt, maar draait vooral om de vampier Lestat. 